# Погорілко Олександр Костянтинович
Олекса́ндр Костянти́нович Погорі́лко (рос. дореф. Александръ Константиновичъ Погорѣлко; 7 серпня 1848, м. Санкт-Петербург — 24 грудня 1912, м. Кисловодськ) — фізик, приват-доцент Харківського університету, професор Харківського технологічного інституту, Харківський міський голова, громадський діяч.

## Біографія
Погорілко О. К. народився 7 серпня 1848 р. в родині обер-офіцера, в м. Санкт-Петербург. Коли Олександр ще був дитиною, його батьки переїхали до Харкова. Тут він навчався в 3-й міській гімназії.
У 1866 р. по закінченні гімназії вступив на фізико-математичний факультет Харківського університету, який закінчив у 1870 р. У 1873 р. захистив дисертацію на тему «Про співвідношення між показниками заломлення світла й іншими властивостями тіл». Почав читати в університеті лекції з фізичної оптики як приват-доцент. 8 грудня 1877 р. захистив дисертацію на тему «Дослідження деяких окремих випадків руху рідин» і отримав ступінь магістра фізики.
У 1878 р. відбув у відрядження до Німеччини, де працював під керівництвом Г. Л. Ф. Гельмгольца і Г. Квінке.
З 1885 р. працював на посаді ад'юнкт-професора в Харківському технологічному інституті, заснував і обладнав кабінет фізики і лабораторію, метеорологічну станцію. Був членом господарського і будівельного комітетів інституту.
У 1897 р. вперше був обраний гласним Харківської міської думи.
15 вересня 1900 р. Харківська міська дума обрала Погорілка О. К. міським головою. На цю посаду він обирався ще тричі — у 1902, 1906 і 1910 рр.
У 1912 р. Олександр Костянтинович тяжко захворів і 11 жовтня був звільнений з посади міського голови за його власним бажанням. 24 грудня 1912 р. він помер у Кисловодську. 28 грудня О. К. Погорілко був похований у Харкові.

## Наукова діяльність
О. К. Погорілко працював у Харківському технологічному інституті і Харківському університеті, читав лекції із загальної фізики, механічної теорії теплоти, термодинаміки. Також викладав теорію динамо-електричних машин, теорію електрики, електротехніку. В бібліотеці НТУ «ХПІ» зберігаються наукові праці Погорілка, деякі з його автографом.

## Діяльність на посаді міського голови
З 15 вересня 1900 р. починається діяльність О. К. Погорілка на посаді міського голови. Освоїти керування хазяйством великого міста новий голова мусив у складний період економічної кризи початку ХХ століття. Банкрутували банки, зупинялись промислові підприємства. Але Погорілко мав чітке уявлення про розвиток міста, засоби для нього він убачав у муніципалізації міського господарства і розширенні міської власності, розвитку власної підприємницької діяльності міського самоврядування.
Новий міський голова активно піклувався про благоустрій Харкова. Деякі роботи, фактично, він розпочав ще до свого обрання очільником міста. Так, ще в 90-х роках ХІХ століття він брав активну участь у побудові електростанції, однієї з перших у Російській імперії. Вже у 1901 р. електростанція стала прибутковою. Але Погорілко продовжив розбудовувати і переоснащувати її, вона отримала новітнє устаткування, почала виробляти замість постійного трифазний струм, її потужність виросла, як і кількість її абонентів.
Для вирішення завжди гострої для Харкова проблеми водопостачання О. К. Погорілко домігся викупу міського водопроводу з концесії, вкрай невигідної для міста. Як і в деяких інших випадках, для отримання грошей міська влада вдалась до облігаційної позики. Водопровід став міською власністю, почалась його реконструкція. З 1907 р. почалось і будівництво 1 черги міської каналізації.
У 1882 р. Харківська міська дума уклала договір на побудову конки, також невигідний для міста. Тепер очолювана Погорілком міська дума вирішила влаштувати в Харкові електричний трамвай. У 1904 р. проект було затверджено технічно-будівельним комітетом МВС, і місто почало будівництво у господарський спосіб. У 1906 р. Погорілко відкрив 1-шу лінію трамваю. Вона йшла вулицею Петинською (нині Плеханівська) і дозволяла дістатися на роботу працівникам Харківського паровозобудівного заводу (нині завод імені В. О. Малишева). Конка, як і раніше, працювала в центрі міста. Нові лінії трамваю прокладали до околиць Харкова. Всі шість дореволюційних ліній трамваю були прокладені за часів головування в місті Погорілка О. К.
Одним із давніх задумів О. К. було будівництво капітального критого ринку на Благовіщенському базарі, що дозволило би впорядкувати торгівлю, контролювати санітарні умови та якість продуктів. Будівля ринку за проектом Загоскіна І. І. була обладнана складськими приміщеннями, холодильниками, електричним освітленням. Але побачити завершення цієї праці Погорілко вже не встиг — будівництво було завершено вже після його смерті.
Розвиток освіти Погорілко вважав одним із головних напрямів своєї діяльності. Зокрема, він ставив за мету ввести в Харкові загальну початкову освіту. В Харкові активно будувалися гімназії і початкові училища, відкривались освітні курси для робітників, відкриті вищі жіночі курси. У 1910 р. була скасована плата за навчання в міських начальних училищах, що дозволило отримувати освіту незаможним верствам населення.
Нині перелік архітектурних пам'яток Харкова налічує майже півтораста будівель, споруджених за часів головування Погорілка. Серед них багато будинків громадського призначення, деякі досі не змінили первісної функції.
Це медичні заклади: Миколаївська лікарня (нині Харківська міська клінічна лікарня № 17), що її Погорілко відкривав у 1900 р., розбудова Олександрівської лікарні;

Жіноча допомога (пр. Московський, 145)

Харьківське медичне товариство ім. Мечникова (вул. Пушкінська, 14)

Клініка нервових захворювань (пр. Незалежності, 11)

Очна клініка ім. Гіршмана (вул. О. Гончара, 5)
Заклади освіти і культури, бібліотеки:

Громадська бібліотека ім. В. Г. Короленка (пров. Короленка, 18)

Наукова бібліотека (вул. Університетська, 23)

Інженерно-фізичний корпус ХТІ (вул. Кирпичова, 21) 

Робітничий будинок (вул. Плеханівська, 77)

Театр Муссурі (вул. Благовіщенська, 28)

Юридичний факультет університету (вул. Університетська, 27)

Гімназія товариства вчителів (вул. Чернишевська, 60)

Управління Харківського Навчального округу (пров. Університетський, 1)

Єпархіальний музей старожитностей (вул. Мистецтв, 4)

Розпочато будівництво художнього училища (вул. Мистецтв, 8)
Були побудовані банки, фінансові і адміністративні установи:

Будинок Ради з'їзду гірничопромисловців (вул. Сумська, 18/20)

Волжсько-Камський банк (пл. Конституції, 24)

Ломбард (вул. Університетська, 5)

Банк «Північний» (вул. Сумська, 1)

Міський банк (Павлівський майдан, 10)

Повітове земство (вул. Б. Хмельницького, 4)

Селянський дім земства (Павлівський майдан, 4)
Промислові будівлі:

Типографія (вул. Донця-Захаржевського, 6/8)

Мануфактури (вул. Різдвяна, 6, 19)
Культові споруди:

Лікарняна церква (вул. Ак. Павлова, 46)

Церква Казанської Божої Матері (вул. Курилівська, 78)

Синагога (вул. Пушкінська, 12)
За часів головування О. К. Погорілка в Харкові були встановлені пам'ятники О. Пушкіну та М. Гоголю. В розбудові Харкова брали участь провідні архітектори того часу: О. М. Бекетов, Ю. С. Цауне, В. В. Величко, Б. М. Корнєєнко, О. І. Ржепішевський та інші.

## Громадська діяльність
У 1898 р. О. К. Погорілко був обраний головою педагогічної ради Харківської жіночої гімназії Д. Д. Оболенської.

З 1891 по 1903 рр. був заступником голови Харківського товариства дослідних наук. Погорілко брав участь у роботі кількох з'їздів дослідників природи.

Загалом, перебування О. К. на посаді міського голови визначало постійну активну громадську діяльність, і праця Погорілка-науковця також часто мала громадський характер.

## Нагороди
О. К. Погорілко був нагороджений орденами Російської імперії:

22 грудня 1889 р. — Орден Святої Анни 3 ступеня

1 січня 1893 р. — Орден Святого Станіслава 2 ступеня

15 вересня 1895 р. — Орден Святої Анни 2 ступеня

1 січня 1901 р. — Орден Святого Володимира 4 ступеня

## Праці
- Электрическое освещение городов : Докл., чит. в Харьк. отд-нии Рус. техн. о-ва 28 мая 1897 г. — Харьков, 1897.
- Городское электрическое освещение : Докл., чит. в заседании Южно-рус. о-ва технологов 1 марта 1897 г. — Харьков, 1897.
- Доклад Харьковского городского головы о результатах совещаний земских и городских деятелей по вопросам, касающимся усовершенствования государственного благоустройства и улучшения народного благосостояния. —Харьков, 1905.
- Торговые палаты: Доклад Харьковск. гор. думе гор. головы. — Харьков, 1906.
- Городское благоустройство : Докл. гор. головы Харьк. гор. думе по поводу выставки в Дрездене. Кн. 1. — Харьков, 1906.